# Syberka
Osiedle Syberka (dawniej osiedle im. PPR) – duże osiedle mieszkaniowe w Będzinie, wybudowane na terenach dzielnicy Małobądz na powierzchni 105 ha.

## Historia i ogólna charakterystyka
Największe w Będzinie osiedle mieszkaniowe zostało wybudowane na wzniesieniu Syberka - jednym ze Wzgórz Małobądzkich (do 300 m n.p.m.) na terenie dzielnicy Małobądz w latach 1960–85, pomiędzy ulicami: Czeladzką, Małobądzką, Piłsudskiego i dzisiejszą trasą DK-86 Katowice-Warszawa (granica z miastem Czeladź). Do początków lat 90. XX w. nosiło oficjalnie imię PPR (Polskiej Partii Robotniczej), które przez mieszkańców nie było na co dzień używane.
Pierwsze plany zlokalizowania osiedla mieszkaniowego na wzgórzu Syberka powstały w latach 50. XX w. W "Elaboracie lokalizacyjnym osiedla Będzin-Syberka" z 13 XI 1957 r. można przeczytać, że osiedle ma stanowić największą i nowoczesną dzielnicę mieszkaniową. Początkowo pod jego realizację przeznaczono 63 ha, a później 83 ha. Jednym z pierwszych autorów projektów architektonicznych i głównej koncepcji był zespół Kazimierza Wejcherta (Miastoprojekt Katowice). Jednym z głównych projektantów był arch. Zbigniew Fuiński. Górzysty teren osiedla o bogatej rzeźbie terenu postanowiono wyeksponować wysokimi blokami. Pierwsze jednak najniżej budowane domy były jednopiętrowymi "bliźniakami" (w tym jednorodzinne), potem powstawały bloki czterokondygnacyjne, a na Syberce "Dolnej" pięciokondygnacyjne. Najwyżej wybudowano 11-kondygnacyjne czteroczłonowe "mrówkowce" (8 budynków, ul. Skalskiego), 2 bloki 11-12-kondygnacyjne oraz 9 bloków 13-kondygnacyjnych (ul. Śmigielskiego, na najwyżej położonym terenie). Łącznie wybudowano ponad 13 tysięcy izb, w tym w 82 wielorodzinnych blokach mieszkalnych. Osiedle zaplanowano początkowo na 20 tysięcy mieszkańców, a w końcu na 24 tysiące. 
Zaplanowano również budowę czterech szkół podstawowych (powstały 3) i dwóch średnich (zawodowej i ogólnokształcącej, które nie powstały), kilku przedszkoli, kina na 600 osób (plac pod budowę przeznaczono na kościół i plebanię), pawilonu teatralno-widowiskowego, dwóch bibliotek, dwóch restauracji, baru mlecznego, kawiarni z dancingiem, dwóch przychodni lekarskich i trzech aptek, dwóch centrów handlowych oraz stacji benzynowej. Niestety, niektóre obiekty, zwł. ze sfery kultury i gastronomii nigdy nie powstały.
Syberka jest najludniejszą dzielnicą, liczącą nieco ponad 15 tys. (w 1986 prawie 19 tys.) mieszkańców i najgęściej zaludnioną częścią - 15 tys. os./km²).
Na terenie osiedla znajduje się park nazywany Park Syberka (potocznie Park Dolna Syberka). W parku znajdują się następujące atrakcje: tężnia solankowa, ścieżka dydaktyczna - owoce lasu, miasteczko ruchu drogowego i strefa aktywności rodzinnej oraz Park Przyjaźni Polsko–Węgierskiej powstały w 2017 roku wzdłuż DK86.
W sąsiedztwie osiedla, po drugiej stronie trasy DK-86 (w granicach miasta Czeladź) znajduje się centrum handlowe M1 (Bi1, Praktiker, Media Markt i inne), połączone z osiedlem kładką dla pieszych nad drogą szybkiego ruchu.
W lipcu 2008 r. przy ul. Piłsudskiego oddano do użytku duży pawilon meblowy "Black Red White".
W sierpniu 2008 r. na odcinku 1300 m podjęto budowę ekranów dźwiękochłonnych (wysokość 5,5-6 m) od ul. Piłsudskiego do Czeladzkiej, izolujących osiedle od ruchliwej drogi ekspresowej DK-86. Budowę prowadziła Generalna Dyrekcja Dróg Krajowych i Autostrad. Jej koszt - ok. 7 mln zł. Inwestycja związana jest ze znacznym  przekraczaniem ponad normę poziomu hałasu (o 6 decybeli, a w nocy o ok. 11 decybeli) od strony drogi ekspresowej, na co bezpośrednio narażonych jest ok. 1700 mieszkańców osiedla.

## Pochodzenie nazwy
Pochodzenie nazwy nie jest znane. Według legendy na wzgórzu istniał niegdyś punkt zborny dla osób zsyłanych na Sybir (Syberię) (do których to tradycji nawiązała parafia, tworząc jedyne w Polsce Sanktuarium Golgoty Wschodu). Z całą pewnością na Syberce znajdowała się tutaj rosyjska komora celna. Również w XIX w. działała tu niewielka kopalnia węgla, w wyrobiskach której w okresie międzywojennym urządzono strzelnicę 23. pułku artylerii lekkiej z Będzina (pozostałości do dziś).

## Parafia
1 kwietnia 1981 r. na osiedlu utworzono parafię Nawiedzenia Najświętszej Marii Panny. W 1989 r. rozpoczęto budowę dwupoziomowego kościoła. 24 maja 1997 r. sosnowiecki ordynariusz bp Adam Śmigielski ustanowił kościół Sanktuarium Polskiej Golgoty Wschodu, a 28 maja 2000 r. konsekrował go.

## Ulice osiedla
| - bp. Adama Śmigielskiego (d. 9 Maja) - Józefa Retingera (d. I Armii Wojska Polskiego) - Władysława Broniewskiego - Wojciecha Jastrzębowskiego (d Dąbrowszczaków) - Rafała Sznajdera (d. Wirgiliusza Chmielewskiego) - Ignacego Paderewskiego (d. Gwardii Ludowej) - PCK (d. Władysława Hibnera) - Marcina Kasprzaka - Gabriela Narutowicza (d. Władysława Kniewskiego) | - Józefa Oleksego (d. Anastazego Kowalczyka) - Tadeusza Mazowieckiego (d. Leona Kruczkowskiego) - Powstańców Śląskich - Rewolucjonistów - Ignacego Daszyńskiego (d. Henryka Rutkowskiego) - Stanisława Skalskiego (d. Józefa Skalskiego) - Jadwigi Migowej (d. Lucjana Szenwalda) - Adama Bilika (d. Walki Młodych) - Zwycięstwa |

## Ważniejsze instytucje
- Urząd Pocztowy
- Urząd Skarbowy (do niedawna także Wojewódzki Ośrodek Szkoleniowy Kadr)
- Szkoła Podstawowa nr 11 im. Władysława Broniewskiego
- Szkoła Podstawowa nr 13 im. Huberta Wagnera
- Powiatowy Młodzieżowy Dom Kultury
- Spółdzielnia Mieszkaniowa "Wspólnota"
- Kościół Nawiedzenia NMP - Sanktuarium Golgoty Wschodu
- Bank Śląski
- Miejski Zakład Budynków Mieszkalnych - Administracja Wspólnot Mieszkaniowych[2]

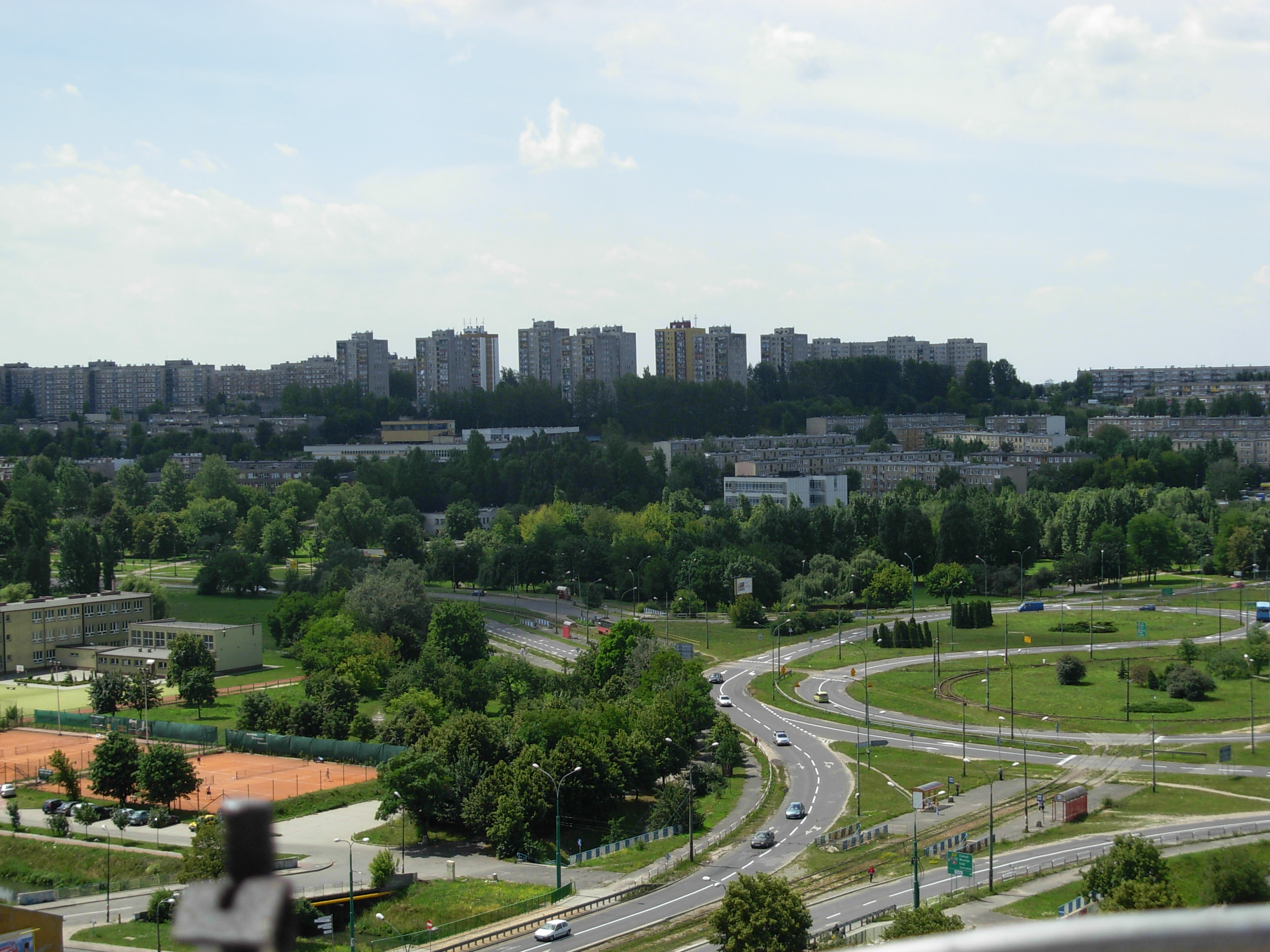
Osiedle Syberka (od strony zamku)

## Komunikacja miejska
| AUTOBUS | |
| 27      | Katowice Plac Wolności - Siemianowice Śląskie - Czeladź - Syberka - Będzin - Dąbrowa Górnicza Huta Katowice                                   |
| 40      | Będzin Kościuszki - os.Zamkowe - Os. Syberka - Stadion - Centrum - Sosnowiec Pogoń - Milowice - Katowice Piotra Skargi                        |
| 42      | Będzin Kościuszki - Syberka - Czeladź - Siemianowice Śląskie - Brzeziny Śl. - Rozbark - Bytom Dw. PKP                                         |
| 61      | Będzin Kościuszki - Syberka - Piaski - Milowice - Bogucice - Katowice Dworzec                                                                 |
| 90      | Zagórze Zajezdnia - Będzin - Warpie - Będzin - Syberka - Stadion - Warpie - Zagórze Zajezdnia "(okrężna)"                                     |
| 200     | Sączów Kościół – Siemonia - Twardowice - Góra Siewierska - Strzyżowice - Psary - Łagisza - (Syberka) – Będzin Kościuszki (kurs wariantowy)    |
| 616     | Sosnowiec Szpital Wojewódzki – Będzin – Syberka - os. Zamkowe - Syberka - Będzin - Szpital Wojewódzki (okrężna)                               |
| 800     | Będzin Kościuszki – Syberka - Piaski - Milowice - Katowice Piotra Skargi                                                                      |
| 813     | Katowice Piotra Skargi - Sosnowiec - Pogoń - Stadion - Syberka - Stadion - Pogoń - Sosnowiec - Katowice Piotra Skargi (okrężna PRZYŚPIESZONA) |
| 817     | os. Zamkowe - Syberka - Milowice - Katowice Piotra Skargi (PRZYŚPIESZONA)                                                                     |
| 902     | Sosnowiec Zagórze – Pogoń - Czeladź Piaski - Syberka - Będzin - Koszelew - Dąbrowa Górnicza - Sosnowiec Zagórze Zajezdnia (okrężna nocna)     |
| 904     | Będzin Kościuszki - Syberka – Wojkowice - Grodziec - Czeladź - Piaski - Syberka - Będzin Kościuszki (okrężna nocna)                           |
| 916     | Ksawera Prosta – Gzichów Targowisko - Stadion – Syberka - Górki Małobądzkie - Syberka - Stadion - Targowsko - Ksawera Prosta (okrężna)        |
| TRAMWAJ | |
| 22      | Czeladź Kombatantów - Piaski Centrum Handlowe - Syberka - Rondo - Koszelew - Huta Bankowa - Reden - Gołonóg - Dąbrowa Górnicza Huta Katowice  |